# Auxa lineolata
Auxa lineolata är en skalbaggsart som beskrevs av Leon Fairmaire 1897. Auxa lineolata ingår i släktet Auxa och familjen långhorningar.
Artens utbredningsområde är Madagaskar. Inga underarter finns listade.